# Vogelsanghalle Stralsund

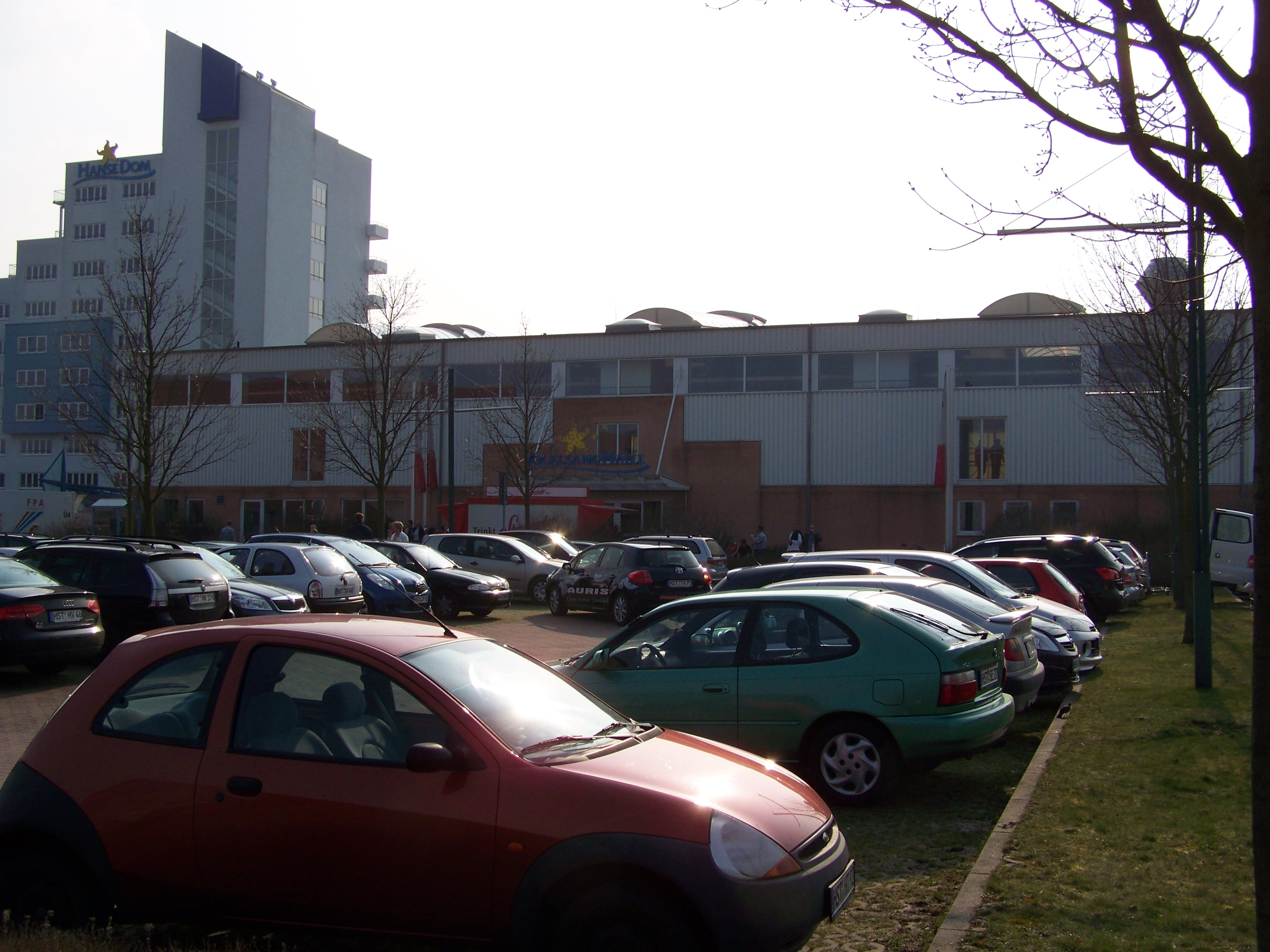
Vogelsanghalle (2009)

Die Vogelsanghalle ist eine Mehrzweckhalle auf dem Gebiet der Gemeinde Kramerhof nahe der Stadt Stralsund.
In der zum Sport- und Erlebnisbad HanseDom gehörenden Mehrzweckhalle, die im Jahr 1999 errichtet wurde, trägt der Stralsunder HV seine Heimspiele in der aus. Die Halle fasst bei den Handballspielen bis zu 1.054 Zuschauer; das Spielfeld wird an den Torseiten durch die Außenmauern, an einer Längsseite von den Spielerkabinen und an der anderen Längsseite von den Zuschauertribünen begrenzt. Für die Heimspiele des Stralsunder HV in der Handball-Bundesliga, die im TV übertragen wurden, wurde jeweils ein Rollbelag über das Hallenparkett verlegt.
Neben der Verwendung als Handballhalle werden auch andere Großveranstaltungen wie Konzerte hier durchgeführt. Im Jahr 2007 fand in der Vogelsanghalle das Finale der Deutschen Sauna-Meisterschaft statt.